# Bardes Mamiconi
Bardes Mamiconi, dit també Bardes el Patrici, (en armeni Վարդ Մամիկոնյան) va ser marzban d'Armènia per més de quatre anys, al darrere del seu germà gran Baanes I Mamiconi. Les dates del seu govern són incertes però es va iniciar entre l'any 505 i el 510 i va acabar entre el 509 i el 514. Formava part de la família dels Mamiconis.
Va ser ostatge dels perses durant la seva joventut. El seu germà Baanes el va nomenar sparapet (cap suprem militar) quan va ser nomenat marzban l'any 485, després de la mort del seu germà petit Vasaces II Mamiconi. Segons els historiadors Sebeos (segle vii) i Esteve Asolik (segle x) tenia també el títol de patrici donat per l'Imperi Romà d'Orient, encara que el seu contemporani Llàtzer de Farpe no ho menciona, cosa que fa pensar en una mala interpretació dels historiadors més tardans.
Bardes va ser deposat per la cort persa i portat davant del "Gran rei", que el va acusar de conspirar amb els romans d'Orient, i el país va perdre l'autonomia. El va succeir com a marzban Purzan (Buzan). La direcció dels Mamiconis va passar als seus nebots Manuel i Vardanes III Mamiconi, fills de Vasaces II Mamiconi. El rei persa Cobades I, desitjós de mantenir la pau, va permetre la llibertat religiosa a Armènia.

## Arbre familiar
|  |  |  |  |         |         |         |         |         |         |  |  |            |            |                   |                   |                   |                   |                   |                   |            |           |           |           |           |           |                |                |                 |                 |                 |                 |                 |                 |  |  |  |  |  |  |  |  |  |  |  |  |  |  |  |  |
|  |  |  |  |         |         |         |         |         |         |  |  |            |            | Vardanes Mamiconi | Vardanes Mamiconi | Vardanes Mamiconi | Vardanes Mamiconi | Vardanes Mamiconi | Vardanes Mamiconi |            |           |           |           |           |           | Dzoik Arzeruni | Dzoik Arzeruni | Dzoik Arzeruni  | Dzoik Arzeruni  | Dzoik Arzeruni  | Dzoik Arzeruni  |                 |                 |  |  |  |  |  |  |  |  |  |  |  |  |  |  |  |  |
|  |  |  |  |         |         |         |         |         |         |  |  |            |            | Vardanes Mamiconi | Vardanes Mamiconi | Vardanes Mamiconi | Vardanes Mamiconi | Vardanes Mamiconi | Vardanes Mamiconi |            |           |           |           |           |           | Dzoik Arzeruni | Dzoik Arzeruni | Dzoik Arzeruni  | Dzoik Arzeruni  | Dzoik Arzeruni  | Dzoik Arzeruni  |                 |                 |  |  |  |  |  |  |  |  |  |  |  |  |  |  |  |  |
|  |  |  |  |         |         |         |         |         |         |  |  |            |            |                   |                   |                   |                   |                   |                   |            |           |           |           |           |           |                |                |                 |                 |                 |                 |                 |                 |  |  |  |  |  |  |  |  |  |  |  |  |  |  |  |  |
|  |  |  |  | Artaxes | Artaxes | Artaxes | Artaxes | Artaxes | Artaxes |  |  | Vasaces II | Vasaces II | Vasaces II        | Vasaces II        | Vasaces II        | Vasaces II        |                   |                   | Baanes II  | Baanes II | Baanes II | Baanes II | Baanes II | Baanes II |                |                | Bardes Mamiconi | Bardes Mamiconi | Bardes Mamiconi | Bardes Mamiconi | Bardes Mamiconi | Bardes Mamiconi |  |  |  |  |  |  |  |  |  |  |  |  |  |  |  |  |
|  |  |  |  | Artaxes | Artaxes | Artaxes | Artaxes | Artaxes | Artaxes |  |  | Vasaces II | Vasaces II | Vasaces II        | Vasaces II        | Vasaces II        | Vasaces II        |                   |                   | Baanes II  | Baanes II | Baanes II | Baanes II | Baanes II | Baanes II |                |                | Bardes Mamiconi | Bardes Mamiconi | Bardes Mamiconi | Bardes Mamiconi | Bardes Mamiconi | Bardes Mamiconi |  |  |  |  |  |  |  |  |  |  |  |  |  |  |  |  |
|  |  |  |  |         |         |         |         |         |         |  |  |            |            |                   |                   |                   |                   |                   |                   |            |           |           |           |           |           |                |                |                 |                 |                 |                 |                 |                 |  |  |  |  |  |  |  |  |  |  |  |  |  |  |  |  |
|  |  |  |  |         |         |         |         |         |         |  |  |            |            |                   |                   |                   |                   |                   |                   | Artavasdes |           |           |           |           |           |                |                |                 |                 |                 |                 |                 |                 |  |  |  |  |  |  |  |  |  |  |  |  |  |  |  |  |
|  |  |  |  |         |         |         |         |         |         |  |  |            |            |                   |                   |                   |                   |                   |                   |            |           |           |           |           |           |                |                |                 |                 |                 |                 |                 |                 |  |  |  |  |  |  |  |  |  |  |  |  |  |  |  |  |
|  |  |  |  |         |         |         |         |         |         |  |  |            |            |                   |                   |                   |                   |                   |                   | Samuel     |           |           |           |           |           |                |                |                 |                 |                 |                 |                 |                 |  |  |  |  |  |  |  |  |  |  |  |  |  |  |  |  |